# Erbe Software
Erbe Software était une entreprise fondée en 1984 par Andrew Bagney. Erbe Software était le principal distributeur de logiciels de divertissement en Espagne de 1984 à 1995. L'entreprise a disparu en 1999.

## Histoire
- Fondation en 1984 par Andrew Bagney
- En février 1993, un incendie intentionnel détruit 50 000 jeux vidéo[5]
- Disparition en 1999

## Liste de jeux édités et distribués
Voir les liens externes.

## Compilations éditées
- Gigante 2 PC, 1990